# Нежинка (Северо-Казахстанская область)
Нежинка (каз. Ерке) — село в районе имени Габита Мусрепова Северо-Казахстанской области Казахстана. Административный центр Нежинского сельского округа. Код КАТО — 596649100.

## География
Расположено на берегу реки Ишим.

## История
Село было первоначально заселено выходцами из Нежина и его округи.

## Население
В 1999 году численность населения села составляла 1409 человек (684 мужчины и 725 женщин). По данным переписи 2009 года в селе проживало 1253 человека (590 мужчин и 663 женщины).